# Ekstra Bladet
Ekstra Bladet er en landsdækkende dansk avis i tabloidformat, der udgives af JP/Politikens Hus. Ekstra Bladet er blevet betegnet som en sensationsavis.
Ekstra Bladets netavis, ekstrabladet.dk eller eb.dk, er Danmarks mest læste nyhedssite pr. juni 2020.

## Historie

### 1904 - 1963
Avisen begyndte som et tillæg til Politiken og dækkede den Russisk-japanske krig. Politikens Ekstra Blad, som det oprindeligt hed, udkom første gang 12. februar 1904 og indeholdt de seneste nyhedstelegrammer fra krigszonen. Avisen skiftede navn til Ekstra Bladet 21. juli 1904, og pr. 1. januar 1905 blev den udskilt fra Politiken med egen redaktion. Den første redaktør for Ekstra Bladet blev Frejlif Olsen, der havde været journalist på Politiken siden 1892. Olsen forblev redaktør til sin død i 1936, hvorefter Ole Cavling, Leif B. Hendil, Harald Mogensen, Flemming Hasager, Axel Sjölin og Ambro Kragh overtog hvervet (se rækken af chefredaktører nedenfor).
Avisen udkom i stort format indtil 1961, da Ekstra Bladet skiftede til tabloidformat.

### 1963 - 2000
Med departementschef i Statsministeriet Victor Andreasens tiltræden som chefredaktør i 1963 udvikledes for alvor den ofte aggressive stil, bladet siden er blevet kendt for, og oplaget steg.[kilde mangler] Andreasen trak sig tilbage i 1976.[kilde mangler]
Fra 1976 til år 2000 var Sven Ove Gade chefredaktør. Han indførte blandt andet bladets søndagsudgave i 1987.
I perioden 1990-2017 er “Ekstra Bladets oplag faldet med over 80 procent; i samme periode er prisen på hverdagsudgaven af Ekstra Bladet hævet med 250 procent," skrev fagbladet Journalisten.

### 2000 - 2020 Oplagsnedgang
I 2000 blev folketingsmedlem og tidligere formand for Det Konservative Folkeparti Hans Engell ansat som ansvarshavende redaktør. Han blev 6. september 2007 afløst af Poul Madsen, som indtil marts 2021 var ansvarshavende chefredaktør. Geir Terje Ruud har titel af chefredaktør og er ansvarlig for ekstrabladet.dk.
Allerede i januar 2007 faldt Ekstra Bladets oplag til 97.824 stk.; samme år var 25 % af Ekstra Bladets læsere mellem 12 og 32 år.
Fra 2011 til 2012 mistede Ekstra Bladet ca. 10 % af sit oplag. Fra 2012-13 faldt Ekstra Bladets oplag med over 12 pct.
I 2013 berettede Politiken, at “Ekstra Bladet har mistet hver tredje læser på et år”; og tilføjede om avisens oplagstal: "Ekstra Bladet sælger i nogle uger færre end 50.000 aviser."
Ekstra Bladets oplagstal var 43.214 på hverdage og 58.392 om søndagen (2. halvår 2014).
Ifølge Ralf Pittelkow var Ekstra Bladets læsertal 157.000 personer 2014; så Pittelkow er begyndt at forestille sig en verden uden Ekstra Bladet på papir.
I 2016 offentliggjorde Slots- og Kulturstyrelsen: “Ekstrabladet havde i 2015 16 % færre læsere end i 2014”
Ifølge Kristeligt Dagblad var Ekstra Bladets læsertal 103.000 personer i 2017.
Ifølge MediaWatch er Ekstra Bladets læsertal faldet fra 96.000 til 94.000 personer i løbet af årene 2017-19.
Ekstra Bladet mistede 12 pct. af sine læsere fra 2017 til 2018.
På trods af at der er uenighed om læsertal, er det tydeligt, at der er sket et betydeligt læsertab i løbet af 2010'erne: Ekstra Bladet har på to år tabt 1/3 af sit oplag.
Ifølge Gallup fortsatte Ekstra Bladet med at miste ugentlige læsere i årene 2018 - 2020.

#### Dokumentarfilm om Ekstra Bladet
Mikala Krogh instruerede i 2014 Ekstra Bladet uden for citat.
Link til uddrag af dokumentarfilmen: http://ekstrabladetfilm.dk Arkiveret 20. oktober 2020 hos  Wayback Machine
Dokumentarfilmens vigtigste tema er Ekstra Bladets massive oplagsnedgang, som gør, at "avisen kæmper for sit liv", som det hedder i filmen.
Ifølge dokumentarfilmen har Ekstra Bladet haft oplagsnedgang siden år 2000. DR's anmelder roser dokumentarfilmen for sin ærlighed.

#### Ekstra Bladet på støtten
I 2020 modtog Ekstra Bladet det maksimale tilskud. Samme år lancerede avisen et nyt tv-blad.

### Siden 2021 har der været tre forskellige chefredaktører
Som sin sidste gerning meddelte ansvarshavende chefredaktør, Poul Madsen, at avisen i 2021 stopper med at bringe massageannoncer.
Fra marts til maj 2021 var Pernille Holbøll (konstitueret) ansvarshavende chefredaktør. I maj 2019 er det klart, at Henrik Qvortrup ville blive Ekstra Bladets chefredaktør. Qvortrup opsagde frivilligt sin stilling i 2022, idet han på Facebook gjorde klart, at han angiveligt ville have været blevet opsagt, hvis ikke han selv traf beslutningen. Knud Brix overtog positionen som ansvarshavende chefredaktør. I 2022 præsenterede chefredaktør Knud Brix sin plan om at fremtidssikre avisen ved at outsource sekretariatet til Wunderkind, som også Berlingske har outsourcet sin redigering til. Planen om outsourcing fik avisens medarbejdere til at nedlægge arbejdet; men ledelsen fastholder sin plan.

## Slogan
Siden 1964 har Ekstra Bladet haft en række forskellige slogans, men dog kun et slogan ad gangen:
- Ekstra Bladets bærende slogan[42] "Tør – hvor andre tier"[43] blev opfundet i 1964 af Morten Jersild[44] og blev en fast del af avisens forside i 1967.
- Avisen er også ofte blevet kritiseret for ringe troværdighed[45] og for konsekvenserne af kampagnejournalistik[46] om følsomme emner som udlændinge, kaldet "De fremmede "[47][48] i 1997.[49]
- I 1999 er sloganet "Find dig i Ekstra Bladet, eller find dig i hvad som helst! "[50] blevet anvendt i reklamer.
- I 2002 var sloganet: "Forestil dig en verden uden Ekstra Bladet".[51]
- I 2005[52] optrådte "Velkommen på forsiden "[53] i reklamer.[54]
- "Ekstra Bladets nationen! for engagerede danskere" har også været[27] et slogan.[55]
- I 2021 fik Ekstra Bladet sloganet "Når ingen andre tør", der er en moderne omskrivning af avisens klassiske slogan fra 1964.[56]

De hyppige skift af slogan i løbet af 2000'erne ser ikke ud til at have bremset avisens oplagsnedgang.
I 2011 lavede komikerne Lars Hjortshøj, Andreas Bo og Lasse Rimmer en parodi på avisen, dens slogan og tvivlsomme troværdighed.
Ekstra Bladet har selv skrevet om parodien, så noget tyder på, at avisen synes om at blive omtalt sådan, som de tre komikere gør.

## Side 9-pigen
Siden d. 1. juli 1976 da 24-årige Elin Holmtoft var den første side 9 pige, har der på side 9 i avisen altid været et billede af en helt eller delvist nøgen kvinde. Tanken var, at hun skulle have været på side seks, men det blev droppet, fordi netop den side gav gode annoncekroner. I anledning af 100-års-jubilæet og på grund af faldende oplagstal forsøgte avisen sig i 2004 med en makeover. Det indebar blandt andet, at Ekstra Bladet testede et mindre format af side 9-pigen. Lytterne af et formiddagsprogram på P3 krævede straks pigen tilbage i normal størrelse. Det fik Ekstra Bladet til at vende tilbage til det oprindelige format om ikke altid på side 9, da redaktionen i 2004 flyttede hende længere om i avisen, hvis tophistorier kræver mere plads fremme i avisen. Dog altid med en henvisning så hun er til at finde.
Som alternativ indtægtskilde for Ekstra Bladet har Side 9 pigen siden oktober 2008 fået påført reklamer.
Henrik Qvortrup stod som chefredaktør frem som den første side-9 mand.
I oktober 2022 lovede Ekstra Bladets ansvarshavende chefredaktør Knud Brix, at få destrueret det fysiske arkiv med billeder af hundredvis af piger under 18 år, taget frem til 2003 hvor man stoppede sin praksis med at bringe piger ned til 15 år i avisen. Tidligere i slutningen af 2020, havde man sløret 1.649 erotiske billeder af afklædte mindreårige piger i det digitale avisarkiv.

## Årets Nytårstorsk
Ekstra Bladet har siden 1977 efter afstemning blandt læserne kåret Årets Nytårstorsk – den dansker, som i årets løb har dummet sig mest. Uffe Ellemann-Jensen har rekord ved at have vundet æren fem gange.

## Internetavis
ekstrabladet.dk (alias eb.dk) er Danmarks største netavis (Juli 2007). Sitet blev lanceret i oktober 1997. Netavisen har egen redaktion og er altså ikke en elektronisk udgave af papiravisen.
I september 2006 lanceredes Læserbladet (laeserbladet.dk), Danmarks første blogavis. Her får netavisens bloggere præsenteret deres blogs.

### Internet-tv
Websiden ekstrabladet.tv startede 30. april 2007.[kilde mangler] Tv-indslagene var i begyndelsen resultatet af et samarbejde med produktionsselskabet Bastard Film A/S men produceres nu af Ekstra Bladets egen tv-redaktion eller af de store internationale nyhedsbureauer.[kilde mangler]

## Ekstra Bladets Skolefodboldturnering
Ekstra Bladet har siden 1961 hvert år afviklet Ekstra Bladets Skolefodboldturnering for landets skoler.[kilde mangler]

## Medarbejdere ved Ekstra Bladet der har modtagetCavlingprisen
| År   | Navn                                                                   |
| ---- | ---------------------------------------------------------------------- |
| 1972 | Leif Kjeldsen                                                          |
| 1977 | Jakob Andersen og Søren Jacobsen                                       |
| 1981 | Jan Michaelsen og Henning Thøgersen                                    |
| 1989 | Anders-Peter Mathiasen og Jeppe Juhl                                   |
| 2003 | Bo Elkjær                                                              |
| 2004 | Miki Mistrati, Thomas Stokholm, Jeppe Facius og Anders-Peter Mathiasen |

## Rækken af administrerende hhv. ansvarshavende redaktører
1. Frejlif Olsen (1905 – 1936)[77]
2. Ole Cavling (1924 – 1948)[78]
3. Leif B. Hendil (1948 – 1958)[79]
4. Harald Mogensen (1958 – )[80]
5. Flemming Hasager (1958 – )[81]
6. Axel Sjölin (1974)[82]
7. Ambro Kragh (1960)[83]
8. Victor Andreasen (1963 – 1976),[84] tidl. departementschef
9. Sven Ove Gade (1976 – 2000)[85]
10. Hans Engell (2000 – 2007),[86] tidl. minister og tidl. partileder
11. Poul Madsen (2007 – 2021)[87] kom fra stillingen som den tidl. gratisavis 24timers redaktør
12. Henrik Qvortrup (2021 – 2022),[88] tidl. chefredaktør for Se og Hør
13. Knud Brix, (2022 – )[38]

## Ekstern kilde/henvisning
- Wikiquote har flere citater relateret til Ekstra Bladet.
- ekstrabladet.dk Arkiveret 10. maj 2007 hos  Wayback Machine
- Kilde:Index Danmark/Gallup 2.3. kvartal 2013 – Base: 4.772.000 personer/12.021interviews